# Kościół Narodzenia Najświętszej Maryi Panny w Centawie
Kościół Narodzenia Najświętszej Maryi Panny w Centawie – rzymskokatolicki kościół parafialny położony we wsi Centawa (powiat strzelecki, województwo opolskie). Funkcjonuje przy nim parafia Narodzenia Najświętszej Maryi Panny. Do rejestru zabytków wpisany został 14 maja 1964 pod numerem 879/64.

## Historia i architektura

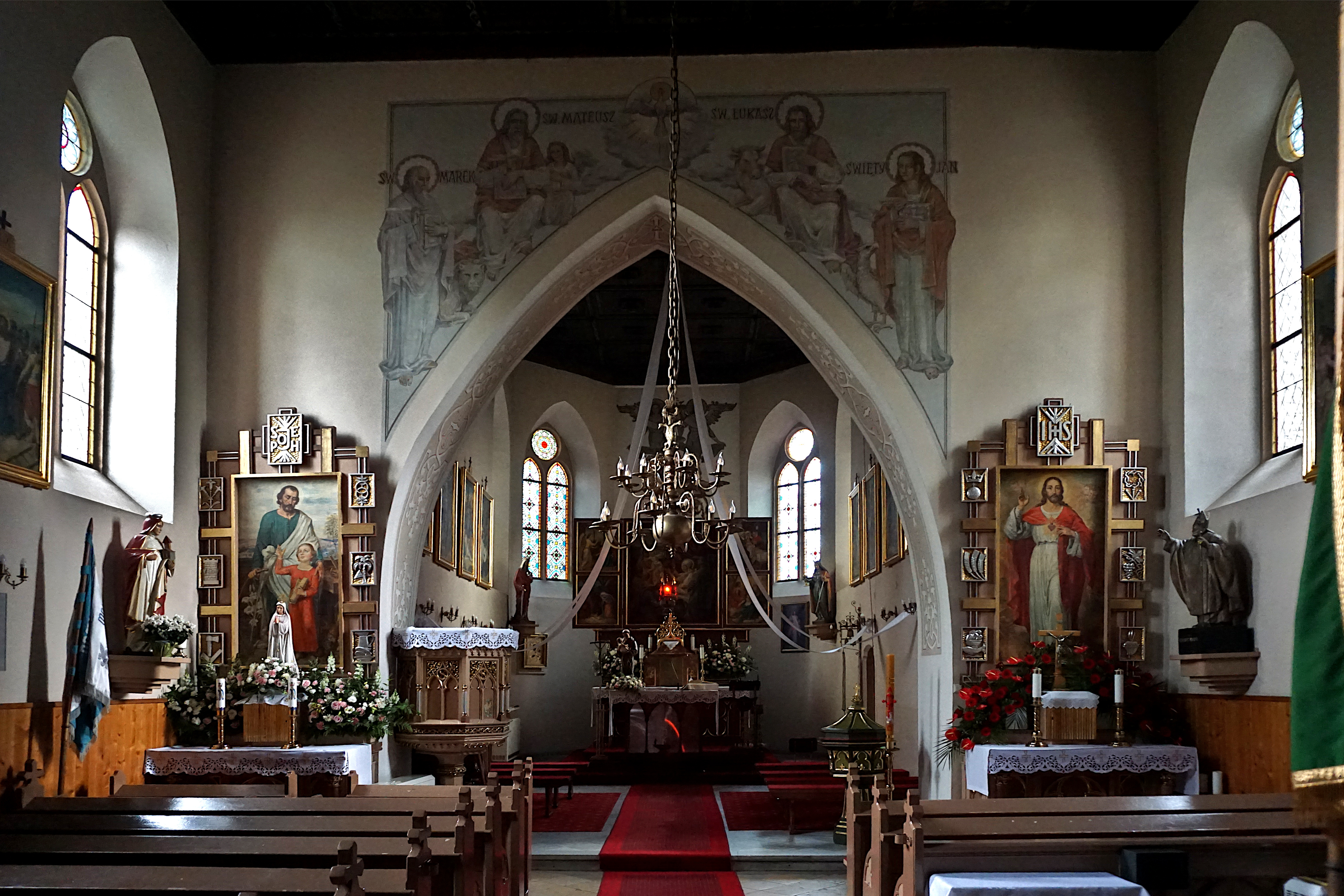
Wnętrze kościoła

Kościół pochodzi z 1253, a przebudowany został w XV i XVI oraz w XIX wieku (1886). Reprezentuje styl wczesnogotycki. Zbudowany jest z łupanych bloków wapieni triasowych z formacji gogolińskiej. Stanowi najcenniejszy zabytek miejscowości. Jego fundatorką była szlachcianka Magdalena Centawska. Świątynia pierwotnie przykryta była gontem. Na wieżę nałożono drewnianą koronę, w której znajdowały się trzy dzwony wykonane z brązu. Nad prezbiterium umieszczono drugą wieżyczkę. Cenny jest sufit kasetonowy, malowany naturalnymi farbami (motywy roślinne). Jest on oryginalny i, tak samo jak mury kościoła, przetrwał od początku istnienia budowli. W 1872 kościół został zamknięty z powodu zagrożenia zawaleniem.
W latach 1886-1888 przeprowadzono generalny remont obiektu. Pokryto go dachówką, dobudowano wejście na chór i poszerzono go. Usunięto zewnętrzny tynk, powiększono okna i zmieniono łuk półkolisty na ostry oraz przebito okna w nawie północnej. Oprócz tego dobudowano również zakrystię i boczną salkę. Sprowadzono nowe organy z Nysy. W nawie głównej, w ołtarzu, zlokalizowany jest obraz przedstawiający scenę narodzin Najświętszej Maryi Panny. Są też dwie figury: św. Jadwigi i św. Urbana. Oryginalne ołtarze nie przetrwały do dzisiejszych czasów. Około 1950 zbudowano nowe. Obrazy namalował Łukasz Mrzygłód (1950-1951). W kościele znajduje się XIX-wieczna droga krzyżowa w obrazach. Pod świątynią jest krypta grobowa. Przypuszcza się, że została tam pochowana fundatorka, oprócz niej są tam trumny innych dostojników i lokalnych możnych. Po przeprowadzonych badaniach w tym miejscu (1922) prezes Śląskiego Zrzeszenia Geologów pisał tak: Grobowiec kościelny w Centawie zawiera piękną miedzianą trumnę z XVII w. W niej złożono baronową Dorothęę-Barbarę Larisch von Sleiwic (ur. 8.03.1665 r. zm. 13.09.1689 r.).

## Otoczenie
Przy kościele stoi kaplica Maryi Niepokalanej pochodząca z 1990.